# Nancy Langat

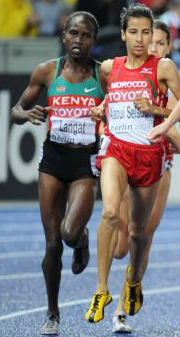
Nancy Langat (till vänster) i Berlin 2009

Nancy Langat, född den 22 augusti 1981, Eldoret, Kenya är en kenyansk friidrottare som tävlar i medeldistanslöpning.
Langat deltog på VM för juniorer 1998 där hon blev tvåa på 800 meter. Två år senare blev hon guldmedaljör på VM för juniorer på samma distans.
Hennes första internationella mästerskap som senior blev Olympiska sommarspelen 2004 i Aten där hon inte tog sig vidare till finalomgången på 1 500 meter. Samma sak hände året efter vid VM i Helsingfors. Langat deltog på Olympiska sommarspelen 2008 i Peking där hon vann Kenyas andra friidrottsguld någonsin på damsidan när hon vann guld på 1500 meter.
Vid VM 2009 i Berlin blev Langat överraskande utslagen redan i semifinalen på 1500 meter. Däremot avslutade hon friidrottsåret med att vinna guld vid IAAF World Athletics Final 2009.

## Personliga rekord
- 1 500 meter - 4.00,23 från 2008